# YOSHI-HASHI
YOSHI-HASHI（ヨシ-ハシ、1982年5月25日 - ）は、日本の男性プロレスラー。愛知県愛知郡東郷町出身。愛称は「よっちゃん」。新日本プロレス所属。血液型O型。本名及び旧リングネームは吉橋 伸雄（よしはし のぶお）。

## 来歴

### 学生時代
レスリングに打ち込み、闘魂ショップ名古屋店併設の闘魂ジム入門。その後、プロレスラーを目指すことを志し、アニマル浜口ジムにてプロレスの基礎を学ぶ。
2005年11月、後楽園ホールで行われた新日本プロレス入門テストを受けたが不合格。その後、4月に行われた高田道場主催のサブミッションレスリング大会に出場し、大会優秀選手に選ばれた。
2007年2月に開催された新日本プロレスの入門テストを受けて合格を果たし、新日本プロレスに入門する。

### 新日本プロレス

#### 若手時代 - 海外遠征
2008年7月6日、NEW JAPAN TRILL後楽園ホール大会にてダーク・マッチの第0試合で内藤哲也を相手にデビューを果たす。
2009年12月2日、金本浩二とのタッグで邪道 & 外道組と対戦。この試合でパートナーの金本が放ったミドルキックが原因で外道が脳震盪を起こし、レフェリーストップ勝ちを収める。これに伴い、外道は以後のシリーズを欠場することとなり、IWGPジュニアタッグ王座へ挑戦することが急遽決定した。12月4日、金本とのタッグでIWGPジュニアタッグ王座を保持するApollo 55（田口隆祐 & プリンス・デヴィット）に挑戦。最後は田口からピンフォール負けを喫し、王座奪取とはならなかった。
2010年5月30日、BEST OF THE SUPER Jr.に初出場を果たす。AKIRAから勝利を収める活躍を見せるも勢いに乗ることはできず、1勝6敗という戦績で終わった。6月13日、シリーズ最終戦にて、無期限海外遠征のためメキシコに飛び立つことを表明した。現地CMLLでは、顔にペイントを入れたヒールレスラーとして活動。2011年7月よりルーシュと抗争を繰り広げ、8月1日のアレナプエブラ大会にて、カベジェラ・コントラ・カベジェラ戦に臨むが、敗戦し丸坊主となった。同年12月に修業期間を終えて帰国した。帰国後のインタビューにて吉橋は、「俺をメキシコに追いやって、見捨てた会社を見返してやる!」と語り、階級をジュニアヘビー級からヘビー級へ転向することを宣言し当時はヒール・ユニットだった、CHAOSの一員として活動することを明言した。

#### 凱旋帰国
2012年1月4日、リングネームをYOSHI-HASHIに改名しレッスルキングダムVIにて凱旋帰国試合を行い、YOSHI-HASHIと同じく海外遠征から帰国したオカダ・カズチカとシングルマッチで対戦するも、オカダのレインメーカーでピンフォール負けを喫した。4月1日、NEW JAPAN CUPに初出場を果たし、一回戦でラ・ソンブラと対戦したが、敗戦した。

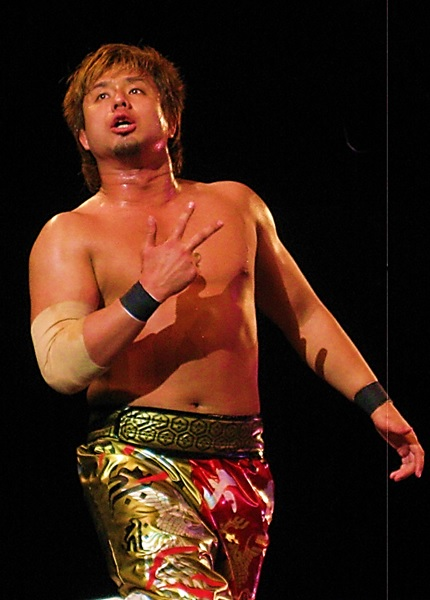
2015年3月

その後は長らく低迷時期が続き、ジョバーに徹してきたが2014年9月6日、Road to DESTRUCTION後楽園ホール大会にてCHAOS vs BULLET CLUBのイリミネーションマッチに出場し、最後に生き残った高橋裕二郎にスワントーンボムでピンフォール勝ちを収め、CHAOSの勝利に貢献した。試合後に高橋が保持するNEVER無差別級王座へ挑戦表明をすると、直後にオカダがYOSHI-HASHIとのタッグでカール・アンダーソン & ドク・ギャローズ組が保持するIWGPタッグ王座に挑戦を表明した。同月21日、DESTRUCTION in KOBEにて、オカダとのタッグでIWGPタッグ王座を保持するアンダーソン & ギャローズ組に挑戦した。試合終盤、ギャローズにスワントーンボムを浴びせてフォールに移行するも高橋のカウント妨害に遭い、最後はマジックキラーでギャローズからピンフォール負けを喫した。翌々23日、DESTRUCTION in OKAYAMAにて高橋の保持するNEVER王座に挑戦したが、マイアミ・シャインでピンフォール負けを喫し、王座奪取とはならなかった。

#### 2016年
4月より、CHAOSはLOS INGOBERNABLES de JAPON（以降「L・I・J」と表記）と抗争を開始した。YOSHI-HASHIもその渦中に身を投じることとなり、かつてYOSHI-HASHIとともに2005年に行われた新日本プロレスの入門テストを共に挑んだ間柄のSANADAを標的に定めた。6月19日、DOMINION 6.19 in OSAKA-JO HALLにて石井智宏とのタッグでSANADA & BUSHI組と対戦、YOSHI-HASHIはこの試合でSANADAにバタフライロックを極めてギブアップ勝ちを収め、対L・I・J戦において初めて自らの手で勝利を収めた。
7月、再三に渡って出場アピールを行ってきたG1 CLIMAXに初出場を果たす。その初戦でBULLET CLUBのリーダーであるケニー・オメガと対戦、YOSHI-HASHIはこの試合で本邦初公開となった新技・カルマでオメガからピンフォール勝ちを収め大金星をあげた。9月22日、DESTRUCTION in HIROSHIMAのメインイベントに登場した。東京ドーム・IWGPヘビー級王座挑戦権利証を保持するG1覇者のオメガから逆指名を受ける形で対戦したが、最後はオメガの片翼の天使でピンフォール負けを喫した。
9月25日、DESTRUCTION in KOBEにて、オカダ & 邪道 & 外道とのカルテットで丸藤正道 & 矢野通 & 原田大輔 & 小峠篤司組と対戦した。YOSHI-HASHIが自ら原田からピンフォール勝ちを収めると試合後に丸藤、矢野に詰め寄り、両名が保持するGHCタッグ王座に挑戦することをアピールした。後日、同王座への挑戦が決定した。
10月8日、プロレスリング・ノア主催のAutumn Navig. 2016後楽園ホール大会にてYOSHI-HASHIはオカダとのタッグでGHCタッグ王座を保持する丸藤 & 矢野組と対戦したが、最後は丸藤からピンフォール負けを喫して王座奪取はならなかった。

#### 2017年

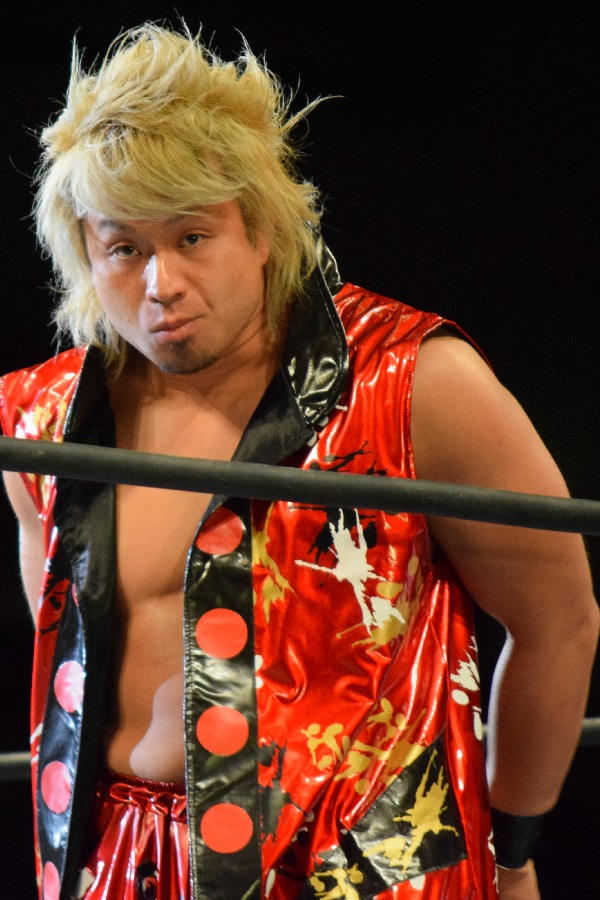
2017年3月

1月4日、レッスルキングダム11にて邪道・ウィル・オスプレイと組んでNEVER6人タッグ選手権に出場し4チームによるガントレット戦に挑むが、初戦のバレットクラブ戦で敗戦した。
6月11日、大阪城ホールで行われたNEVER無差別級選手権試合ランバージャック・デスマッチで鈴木みのると後藤洋央紀が対戦、試合中に鈴木が後藤を突き飛ばして浅見レフェリーと衝突させた直後にセコンドがリングへ乱入して後藤を暴行した。だがYOSHI-HASHIがそれを蹴散らし、さらに場外へのトペコンヒーロでまとめて押し潰した。試合終了後にも鈴木たちが後藤を暴行していった。これに対してYOSHI-HASHIはランニングエルボーで場外に転落させ、これで大「YOSHI-HASHI」コールが起きると、鈴木は花道でマイクアピールを敢行した。YOSHI-HASHIも鈴木を走って追いかけるがタイチたちに阻まれてしまい、石井と矢野がYOSHI-HASHIを押し戻した。
6月26日、後楽園ホールで行われた「KIZUNA ROAD 2017」の第7試合NEVER無差別級選手権試合において王者・鈴木に挑戦。YOSHI-HASHIも善戦したが、最後は鈴木のゴッチ式パイルドライバーでYOSHI-HASHIが敗れた。

#### 2018年
2月10日、内藤とスペシャルシングルマッチを行うも敗れ、YOSHI-HASHIも長期メキシコ遠征に行くと思われたが、結局行くことはなかった。
9月23日、神戸ワールド記念ホール大会で、ジェイ・ホワイトと外道の裏切りにあったオカダを救出するため花道を全力疾走するが、花道が緩い下り坂になっていた影響で、リングイン直前に転倒し額を大流血したうえに左肩を負傷し、救急搬送されるという失態を犯してしまった。（YOSHI-HASHIは後の取材で、「オカダを裏切りに行ったが、気づいたらジェイに攻撃してた。あの時、オカダを攻撃していなくて良かった｣と話している。）

#### 2019年
1月5日、「NEW YEAR DASH!!」の第7試合でYOSHI-HASHI復帰戦と銘打ち、棚橋＆オカダと組んで104日ぶりにリングに復帰した。しかし、結果はYOSHI-HASHIがホワイトにブレードランナーからのエビ固めで敗れた。
3月、NEW JAPAN CUP2019にエントリー。初戦で中西学、2回戦でチェーズ・オーエンズから勝利しベスト8まで進出。
3月20日、ツインメッセ静岡での
準々決勝戦で石井と対峙。20分を越える死闘となるも、石井の垂直落下式ブレーンバスターに敗れた。
6月25日、宮城サンプラザ大会において RPWブリティッシュ・ヘビー級王座とG1 CLIMAXの出場権をかけてザック・セイバーJr.と戦うも、22分にザックの変形ジム・ブレイクス・アームバーによりギブアップを取られ、敗れる。
9月、別府大会にてタマ・トンガ＆タンガ・ロアの持つIWGPタッグ王座に石井と共に挑戦。トンガからフォール勝ちを収めようとするも、KENTAが登場しリング乱入は防いだものの、隙を見たトンガに横入り式エビ固めで丸め込まれ、3カウントを取られてしまった。その後、敗北の原因となったKENTAのNEVER無差別級王座に挑戦するも、敗戦。
11月、2年ぶりにWORLD TAG LEAGUEに参戦。これまではオカダ（2012年～2016年）、後藤（2017年）とのタッグでのエントリーだったか、今年は石井とのタッグでエントリー。結果は、15戦11勝4敗勝ち点22と好成績を残した。
最終戦ではトンガ＆ロアと対戦し、ロアを首固めで丸め込んで勝利する。

#### 2020年
1月、レッスルキングダム14に出場。1日目は8人タッグマッチ、2日目はNEVER無差別級6人タッグ選手権・ガントレットマッチに石井、ロビー・イーグルスとエントリーする。
6月、NEW JAPAN CUP2020にエントリー。1回戦で天山広吉、2回戦でBUSHIに勝利し2年連続で準々決勝に進出するも、EVILにリング登壇直後に膝をパイプ椅子で攻撃され、直後にスコーピオンデスロックでレフェリーストップ負けを喫し敗退。
8月、EVILの裏切りにより返上されたNEVER無差別級6人タッグ王座決定トーナメントに後藤、石井とエントリー。1回戦で真壁刀義、本間朋晃、田口隆祐組、準決勝で棚橋弘至、飯伏幸太、マスター・ワト組に勝利し、決勝戦にてオカダ、矢野、SHO組と対戦、石井がSHOを相手に垂直落下式ブレーンバスターで勝利し第21代王者となる。この結果、新日本プロレス入門から約13年半、デビューから約12年でついに初タイトルを獲得した。
9月、2年ぶりのエントリーとなったG1 CLIMAX30ではBブロックで参戦。結果は2勝7敗でブロック最下位と大きく負け越したものの棚橋やEVILを相手に好勝負を展開し、さらにBブロック首位かつ大会準優勝者のSANADAから大金星を挙げるなど健闘した。
11月、WORLD TAG LEAGUEに2017年以来となる後藤とのタッグでエントリー。5勝3敗で好成績だったが最終公式戦でジュース・ロビンソン＆デビッド・フィンレー組に敗北し、5勝4敗で優勝決定戦進出とはならなかった。

#### 2021年
1月4日、レッスルキングダム15の第0試合に出場。
2月11日、広島サンプラザホールにてホワイト、トンガ、ロア組を相手に防衛戦を行う。最後はロアのエイプシットを切り返し、緊箍児でフォール勝ちを収め3度目の防衛に成功する。またIWGPタッグ王座を持つロアから勝利を収めたことから、2月28日の大阪城ホール大会にて後藤とのタッグでIWGPタッグ王座挑戦が決定した。
2月28日、後藤とのタッグでIWGPタッグ王座に挑戦するも、後藤がトンガからフォール負けをしてしまったため王座戴冠とはならなかった。
3月、NEW JAPAN CUP 2021にエントリー。1回戦で高橋から勝利するが、2回戦でフィンレーに敗れる。最終日にてBULLET CLUBとの6人タッグマッチが組まれ、KENTAと久々に対戦した。だが、試合後にKENTAがYOSHI-HASHIの棒を強奪してしまったことでKENTAとの遺恨が勃発してしまう。これにより、NEVER無差別級6人タッグ王座を懸けて対戦することが決定した。
4月、後楽園ホール大会にてNEVER無差別級6人タッグ王座の防衛に成功。同時にKENTAから棒を奪い返すことにも成功した。
6月2日、NEVER無差別級6人タッグ王座を懸けて内藤哲也＆SANADA＆BUSHI組と対戦。最後はバタフライロック・改でBUSHIからギブアップ勝ちを収め、5度目の防衛に成功する。自身として初のタイトルの最多防衛記録を更新した。
6月22日、EVIL&高橋&ディック東郷組を相手に6度目の防衛に成功し、7月2日に永田裕志&天山広吉&小島聡組を相手に7度目の防衛に成功した。
7月25日、IWGPタッグ王座を取り戻したタイチ&ザック組の前に後藤と共に現れ、次期挑戦をアピールする。しかし、前王者組の内藤&SANADA組もリマッチを要求したため、9月5日のメットライフドーム大会にて3WAYマッチが決定した。
8月1日、IWGPタッグ選手権試合の前哨戦を兼ねたNEVER無差別6人タッグ選手権試合を行い、タイチ&ザック&鈴木組と対戦。最後は鈴木に合体技GYWを喰らわせ、8度目の防衛に成功する。その後、内藤&SANADA&BUSHI組が再挑戦を表明、これを承諾しタイトルマッチが決定した。そして8月10日に横浜武道館にて防衛戦を行った。試合は石井がBUSHIに勝利し、9度目の防衛に成功する。この試合の決着タイムは36分56秒で、NEVER無差別級6人タッグ選手権史上最長試合時間の記録を更新した。
9月5日、IWGPタッグ選手権3WAYマッチにて王者タイチのブラックメフィストに敗れ、王座獲得はならなかった。
9月19日、G1 CLIMAX 31にBブロックでエントリー。開幕3連敗を喫するも、タッグ選手権3WAYマッチにて直接フォールを取られたタイチにシングルで勝利した。結果は、YOSHI-HASHIの3勝6敗勝ち点6となった。
11月6日、EVIL＆高橋＆SHOのHOUSE OF TORTUREとのNEVER無差別級6人タッグ選手権試合に敗れ、約1年3ヶ月保持していた王座から陥落した。
11月14日、後藤とのタッグでWORLD TAG LEAGUE 2021にエントリーし、9勝2敗勝ち点18でリーグ戦を1位通過し優勝決定戦に進出。12月15日に両国国技館で行われた優勝決定戦にて、リーグ戦で敗れたEVIL＆高橋組に勝利し、初優勝を果たした。

#### 2022年
1月4日、YOSHI-HASHIは後藤とのタッグで東京ドーム大会でのIWGPタッグ選手権試合に勝利し、念願のIWGP王座初戴冠となった。
2月19日、北海きたえーるで行われた新春黄金シリーズにて、IWGPタッグ王座を後藤とのタッグでEVIL・高橋組から初防衛に成功した。

## 得意技
頂狩
カルマ
バタフライロック
カナディアン・デストロイヤー
逆水平チョップ
クローズライン
KUMAGOROSHI
ヘッドハンター
スワントーンボム
トラースキック
ラリアット

## タイトル歴
新日本プロレス
- IWGPタッグ王座（第92、97、99、102代）

パートナーは後藤洋央紀。
- STRONG無差別級タッグ王座（第4代）

パートナーは後藤洋央紀。
- NEVER無差別級6人タッグ王座（第21、23代）

パートナーは後藤洋央紀 & 石井智宏→後藤洋央紀 & YOH。
- WORLD TAG LEAGUE優勝（2021年、2022年、2023年）

パートナーは後藤洋央紀。
プロレス大賞
- 最優秀タッグチーム賞（2023年）

パートナーは後藤洋央紀。

## 入場テーマ曲
- HEAD HUNTER[3][34]

凱旋帰国後のテーマ曲。2012年1月 - 現在まで使用。作曲者はEBOLA（現在はAri-Cの名義で活動）。
- Rage from underground

新人時代のテーマ曲。

## 決め台詞
- 「物事が変わるのは、一瞬だ!」
- 「このベルトを防衛するのは、永遠だ！」

## 人物
- 実家が魚屋であり、それが由来となり棚橋からは「ウオ吉橋」のリングネームを与えられたことがある。YOSHI-HASHIの実家の職が関係しているか不明だが、料理学校に通っていた過去があり、調理師免許も保持している。
- 新日本プロレス入門前にとび職人として働いていた過去がある。
- 目標は「俊敏に動けテクニックのあるプロレスラー」。
- YOSHI-HASHIはCHAOSに加入してからヒールレスラーとして活動し続けていたが、時間の経過と共に天然ボケな面が露わとなり、他のCHAOSのメンバーから度々いじられている姿が見受けられる。この天然キャラは徐々にファンにも認知され始め、いつしか「CHAOSの癒し系」と称されるようになっている[1]。
- 人柄が良いことでも知られ、他ユニットのレスラーからもYOSHI-HASHIの人間性を賞賛するコメントがしばしば出される。
  - メキシコ遠征時に同じ道場で練習していたDOUKIは、YOSHI-HASHIのことを「人生というものを教えてくださった最も尊敬できる人物」と評している。
  - CHAOSを裏切り、UNITED EMPIREを作ったウィル・オスプレイは、「CHAOSにいた頃、YOSHI-HASHIには随分世話になった。あいつはいつも俺に良くしてくれた。俺はよくホテルに忘れ物をしていたが、YOSHI-HASHIが必ずそれに気付いて、バスの中で俺に渡してくれた」と語っている。
- 几帳面な性格であり、鞄の中の物は常に袋に小分けにして収納している。CHAOSの先輩である矢野通曰く、「何か道具が欲しい時にYOSHI-HASHIに『〇〇持ってるか？』と聞くと、大体の物は出てくる」とのこと。
- 2015年5月発売の別冊宝島に元女子プロレスラーの栗原あゆみと結婚したと報じられた[35]。
- 入場時に持参している如意棒は海外から輸入しているとのこと。以前のものは東急ハンズで買った棒をスプレーで塗って手作りしていた[36]。
  - このこともあってか、KENTAにTwitter上で「棒」と呼ばれている。2021年にNEVER無差別級6人タッグ王座を争った際には1ヶ月ほど如意棒を強奪されていた[37][38]。